# Anna Kéthly
Anna Kéthly (ur. 16 listopada 1889 w Budapeszcie, zm. 7 września 1976 w Blankenberge) – węgierska polityczka socjaldemokratyczna. Vilmos Böhm nazwał ją „Joanną d'Arc węgierskiej polityki”. Minister stanu w rządzie Imre Nagya, obalonym przez wojska sowieckie podczas powstania narodowego na Węgrzech w 1956 r., resztę życia spędziła na wygnaniu.
Anna Kéthly przez ponad pół wieku była liderką Węgierskiej Partii Socjaldemokratycznej. Sprzeciwiała się wszelkim formom nietolerancji i totalitaryzmu, w tym praktykowanym przez dyktaturę Horthyego, rodzimych i zagranicznych faszystów oraz Partię Komunistyczną.

## Życiorys

### Młodość

#### Edukacja
Anna Kethly urodziła się w Budapeszcie 16 listopada 1889 roku w rodzinie robotniczej, była jednym z dziewięciorga dzieci. Wykształcenie uzyskała w swoim rodzinnym mieście i w wiedeńskiej szkole Sacré-Coeur, następnie pracowała w biurze.

#### Praca
W wieku 15 lat poszła do pracy w fabryce odzieżowej. Rok później przeniosła się do biura prasowego, co dało jej szansę na dalszą naukę. Jako młoda pracownica, która musiała dokładać się do utrzymania rodziny, dołączyła do ruchu robotniczego w słowackich Koszycach.
W czasie I wojny światowej działała w Partii Socjaldemokratycznej (do której wstąpiła w 1917), a także w związku zawodowym jako urzędniczka i dziennikarka. W 1917 r. została wybrana sekretarzem sekcji kobiet w MMOSZ, a w 1920 r. wiceprzewodniczącą, zaś w latach 1939–1944 przewodniczyła tej organizacji.
Kéthly zaangażowała się również w działalność feministyczną i związkową, gdzie wykorzystywała swoje umiejętności dziennikarskie.

### Praca parlamentarna

#### Początki
W 1919 r. została wybrana do wiodących organów związku zawodowego i Socjaldemokratycznej Partii Węgier. W 1920 roku została członkinią komitetu wykonawczego, w 1925 roku wiceprezeską, a w 1939 roku sekretarzem generalnym.
Od grudnia 1919 (bądź od 1920) roku szefowała partyjnemu Centralnemu Komitetowi Sterującemu ds. Kobiet, a w 1922 roku została wybrana do parlamentu z ramienia Partii Socjaldemokratycznej, jako jedyna kobieta do 1937 roku.
W 1922 została też wybrana do komitetu narodowego swojej partii. Należała do czołowych postaci opozycyjnej Partii Socjaldemokratycznej w okresie półfaszystowskiego rządu Horthyego. Pracowała nad poprawą warunków życia i uwolnieniem więźniów politycznych reżimu Horthyego, z których dziesiątki tysięcy przebywało w więzieniach i obozach koncentracyjnych. Kéthly aktywnie krytykowała reżim.
W latach 1926–1938 była redaktorką czasopisma i wydawcą „Nőmunkás”, pracowała tam od 1920 roku. W międzyczasie regularnie publikowała artykuły w socjaldemokratycznym dzienniku „Népszava”.
W latach dwudziestych i trzydziestych XX wieku Kéthly pracowała na rzecz rozwoju idei wolnych związków zawodowych i praw człowieka. Protestowała przeciwko brutalnemu antysemityzmowi i tłumieniu sprzeciwu przez znajdujący się na coraz bliżej nazistowskich Niemiec reżim Horthyego.

#### Lata 1944–1945
W marcu 1944 r., gdy wojska niemieckie zajęły kraj, a władzę przejęli Strzałokrzyżowcy, Kéthly ukrywała się utrzymując kontakt z przywódcami zakazanego ruchu socjaldemokratycznego.
Powróciła do życia politycznego w lutym 1945, dwa miesiące przed końcem działań wojennych. Kéthly przyłączyła się po wojnie do reorganizacji Węgierskiej Partii Socjaldemokratycznej i została członkinią jej komitetu politycznego. Została wybrana 2 kwietnia 1945 r. członkinią Tymczasowego Zgromadzenia Narodowego. Popularna wśród mas, ze względu na swoje nieustraszone wystąpienia polityczne, została w wyborach parlamentarnych w listopadzie tego samego roku przywrócona na dawne miejsce w parlamencie i w ciągu kilku miesięcy wybrano ją wicemarszałkiem węgierskiego zgromadzenia ustawodawczego, jak również przewodniczącą frakcji socjaldemokratów w parlamencie. Redagowała również czasopismo „Világosság”, dołączyła do panelu redakcyjnego „Szocializmus” i pełniła różne funkcje w organizacjach społecznych.

#### Po wyborach
W pierwszym demokratycznie wybranym parlamencie w historii Węgier w 1945 roku zwycięscy komuniści głosili poparcie ideałów demokratycznych i pracę na rzecz odbudowy narodu, w ramach szerokiej koalicji antyfaszystowskiej z socjaldemokratami. Jednak wkrótce, przy wsparciu Związku Radzieckiego, zdominowali władze państwowe i w ciągu trzech lat stworzyli jednopartyjne państwo. Kéthly sprzeciwiała się naciskom komunistów.
W kwietniu 1946 r. udała się do Londynu, a w czerwcu 1947 r. na Międzynarodową Konferencję Socjalistyczną do Zurychu, gdzie śledziła rozwój sytuacji w globalnej społeczności demokratycznego socjalizmu.
Pomimo zachęt ze strony zagranicy, Kéthly nie była w stanie powstrzymać rozwoju władzy komunistycznej na Węgrzech. Odizolowana, nie mogła powstrzymać sfałszowanych przez komunistów wyborów, które gwarantowały porażki takich partii demokratycznych jak jej własna, a jej protesty nie miały większego znaczenia dla zdemoralizowanej opinii publicznej. Jej głos miał również niewielki wpływ na rosnącą liczbę jej kolegów socjaldemokratów, którym udało się przekonać, że połączenie ich partii z komunistami jest nie tylko nieuniknione, ale wręcz pożądane.
18 lutego 1948 roku Kéthly została usunięta z kierownictwa Partii Socjaldemokratycznej na zwołanym nagle spotkaniu jej kierownictwa, natomiast w kongres partyjnym pozbawił ją członkostwa. W czerwcu tego roku prokomunistyczni socjaldemokraci połączyli się z komunistami, tworząc nowy i całkowicie zdominowany przez komunistów podmiot – Węgierską Partię Robotniczą. Kéthly należała do niewielkiej grupy socjaldemokratów, którzy ryzykowali własnym bezpieczeństwem, odmawiając uznania tej fuzji.

### Lata 50.

#### Aresztowanie
9 lipca 1950 (lub jeszcze w czerwcu tego roku) aresztowano Annę Kéthly, wraz z innymi socjaldemokratami, w związku z rozpoczęciem serii pokazowych procesów przeciwko działaczom tego ruchu. Wyrok na nią zapadł 20 stycznia 1954 roku, została skazana na karę dożywotniego więzienia w ciężkiej pracy za działalność szpiegowską i działalność skierowaną przeciwko państwu, szybko stając się cause célèbre. W lipcu 1953 r. Międzynarodówka Socjalistyczna potępiła uwięzienie Kéthly.
Uwolniona w listopadzie 1954 roku, ułaskawiona dzięki międzynarodowej presji, przez następne dwa lata przebywała w areszcie domowym. Kéthly odzyskała zdrowie i nawiązała kontakty z nieformalną siecią socjaldemokratów, która ostała się na Węgrzech.

#### Po rewolucji
Po powstaniu węgierskim 31 października 1956 roku odrodzona w rewolucji Partia Socjaldemokratyczna wybrała Kéthly na swoją przewodniczącą. 1 listopada udała się na spotkanie Międzynarodówki Socjalistycznej w Wiedniu, gdzie tego samego dnia przedstawiła raport na temat sytuacji na Węgrzech.
2 listopada, pod jej nieobecność, została mianowana delegatką do Zgromadzenia Ogólnego ONZ. Następnego dnia jej partia zaproponowała ją jako ministrę stanu w rządzie koalicyjnym. 3 listopada Imre Nagy ogłosił szczegóły dotyczące swojego rządu koalicyjnego, w skład którego wchodziła m.in. Kéthly.
4 listopada 1956 roku po wkroczeniu wojsk radzieckich na Węgry, rząd Nagya został obalony.
Z Wiednia Kéthly poleciała do Nowego Jorku na posiedzenie Zgromadzenia Ogólnego ONZ. W imieniu demokratycznych Węgier wystosować apel przed specjalną sesją Rady Bezpieczeństwa ONZ, choć nie przyniosło to większych rezultatów; sprzeciwiała się też opiniom jakoby powstanie wybuchło z powodu zagranicznych akcji wywiadowczych czy ingerencji Radia Wolna Europa.

### Na wygnaniu
Kéthly potępiła egzekucję Nagya. Osiedliła się jako polityczna emigrantka w Brukseli. Reprezentowała tam główne węgierskie emigracyjne organizacje socjaldemokratyczne i ruchy robotnicze.
W dniach 5–7 stycznia 1957 r. została wybrana na przewodniczącą Zgromadzenia Ogólnego Węgierskiej Rady Rewolucyjnej. W październiku tego samego roku założyła i została przewodniczącą Węgierskiej Partii Socjaldemokratycznej na Emigracji. W tym samym roku Rada Europy z siedzibą w Strasburgu przyznała jej nagrodę specjalną w wysokości 10.000 marek niemieckich dla upamiętnienia życiowego zaangażowania w sprawy wolności i praw człowieka. Kéthly zapowiedziała, że wesprze działalność wygnanych węgierskich organizacji młodzieżowych.
Została redaktorką naczelną emigracyjnego „Népszava”, który był wydawany w Londynie w latach 1957–1963. W 1962 r. komunistyczny rząd Jánosa Kádára zrehabilitował ją, ale Anna zdecydowała się nie wracać na Węgry nawet w celu wizyty. Zamiast tego nadal krytykowała reżim komunistyczny i ideologię, którą wykorzystywał do uzasadniania swoich czynów. W Brukseli odegrała kluczową rolę w założeniu Instytutu Imre Nagy, ośrodka badawczego monitorującego sytuację na Węgrzech, a w ciągu następnych dziesięcioleci opublikowała kilka opracowań na temat rewolucji 1956 roku i jej następstw.
W 1962 r. Sąd Najwyższy uchylił wyrok z 1954 r. przeciwko niej, ale skazał ją pod jej nieobecność, na dwa lata więzienia za podżeganie przeciwko państwu.
W 1970 r. założyła „Szociáldemokrata Szemle”, który redagowała przez trzy lata.
Latem 1976 r. przewodniczyła wiedeńskiej konferencji emigracyjnej Partii Socjaldemokratycznej za Granicą.
Anna Kéthly zmarła 7 września 1976 roku w belgijskim Blankenberge.

## Upamiętnienie
W listopadzie 1989 roku Węgierska Partia Socjaldemokratyczna otworzyła swój pierwszy od ponad czterech dekad kongres, ogłaszając nieważność przymusowego wchłonięcia przez komunistów w 1948 roku. Na platformie przy tej okazji znajdował się niebieski ekran z portretem ostatniej przywódczyni partii przed jej upadkiem, Anny Kéthly.
Rok później, w październiku (lub listopadzie) 1990 r., prochy Kéthly zostały przywiezione z Belgii. 3 listopada zostały złożone na budapesztańskim cmentarzu Rakoskeresztur, w pobliżu grobu Imre Nagya i jego współpracowników.
W latach 90. ukazało się kilka książek o Kéthly.
Pełna rehabilitacja Anny Kéthly miała miejsce 7 lipca 1994 r., kiedy Sąd Najwyższy uchylił oskarżający ją wyrok z 1962 r.
W październiku 1994 r. w ramach Węgierskiej Partii Socjaldemokratycznej ogłoszono centrystyczną i niemarksistowską frakcję, która nazwała się Partią Socjaldemokratyczną Anny Kéthly. Przewodniczący partii Sandor Bacskai jako cel wymienił stworzenie organizacji przypominającej socjaldemokratów niemieckich, których Godesberger Programm z 1959 roku wyznaczył ostateczne zerwanie z marksistowskim dogmatyzmem i teoriami walki klasowej.